# فيلاتويلدا
بلدية فيلاتويلدا (بالإسبانية: Villatuelda)‏, هي إحدى بلديات مقاطعة برغش, التي تقع في منطقة قشتالة وليون, والتي تقع في شمال غرب إسبانيا.
يبلغ عدد سكانها 65 نسمة وفقاً لإحصائية سنة (2002).